# Telmatogeton spinosus
Telmatogeton spinosus är en tvåvingeart som först beskrevs av Hashimoto 1973.  Telmatogeton spinosus ingår i släktet Telmatogeton och familjen fjädermyggor.
Artens utbredningsområde är Kalifornien. Inga underarter finns listade i Catalogue of Life.